# Дери, Робер
Робер Дери (фр. Robert Dhéry; 27 апреля 1921 — 3 декабря 2004) — французский актёр, сценарист, режиссёр.

## Биография
Окончил Драматические курсы Рене Симона в Париже.
Вместе со своей женой Колетт Броссе в конце 1940-х годов создал театрально-музыкально-комическую труппу «Branquignols», в которую вошли, в частности, Луи де Фюнес, Жан Лефевр, Жан Карме, Жаклин Майан, Мишель Серро, с которыми позже играл в театральных и радиопостановках, снимался в кинокомедиях.
С 1958 по 1960 год выступал на Бродвее в спектакле «La Plume de Ma Tante». В 1959 году за выступление в театральной комедии «La Plume de Ma Tante» в составе коллектива была награждена специальной премией Special Tony Award.
Снимался в кино, сыграл роли в 38 фильмах. Написал 9 сценариев, по которым были сняты фильмы. Кинорежиссёр семи кинолент. Продюсер.

## Избранная фильмография
Актёр
- 1941 — Буксиры / Remorques эпизод (нет в титрах)
- 1943 — Господин де Лурден / Monsieur des Lourdines — Дезире
- 1944 — Ночное дежурство — Артур
- 1945 — Дети райка — Селестен
- 1947 — Дом последнего шанса / Le Château de la dernière chance
- 1949 — Я люблю только тебя
- 1951 — Бернард и Лев / Bertrand coeur de lion — Бертран
- 1952 — Любовь — не грех (1952) — Жак Лурсье (президент мужской ассоциации)
- 1952 — Девушка и призрак / La demoiselle et son revenant — Жюль Петипа
- 1954 — Ах! Эти прекрасные вакханки
- 1961 — Лошадь на двоих
- 1961 — Прекрасная американка — Марсель (озвучание — Анатолий Кузнецов)
- 1964 — Вперед, Франция! — Анри (озвучание — Олег Голубицкий)
- 1968 — Маленький купальщик — Андре Кастанье, главный конструктор (озвучание — Олег Голубицкий)
- 1970 — Трое мужчин на лошади
- 1971 — Время для любви / A Time for Loving
- 1981 — Мальвиль — Пейсу
- 1987 — Страсти по Беатрис / La Passion Béatrice — Рауль

Режиссёр
- 1951 — Бернард и Лев / Bertrand coeur de lion
- 1961 — Прекрасная американка
- 1964 — Вперед, Франция!
- 1968 — Маленький купальщик
- 1980 — Оранжерея / Hot House

Сценарист
- 1954 — Ах! Эти прекрасные вакханки
- 1961 — Прекрасная американка
- 1964 — Вперед, Франция!
- 1968 — Маленький купальщик

## Награды
- Премия «Золотой глобус» за лучший фильм на иностранном языке за фильм  «Прекрасная американка» (1962)

Его фильм «Маленький купальщик» в 1968 году вошёл в список самых кассовых фильмов во Франции, тогда было продано  5 542 796 билетов.